# Ivan Gálfy
Ivan Gálfy (ur. 15 lipca 1933 w Nemeckiej Ľupčy, zm. 19 lipca 2011) – słowacki ratownik górski, taternik i himalaista. W latach 1976–2001 naczelnik Pogotowia Górskiego.
Ivan Gálfy uprawiał taternictwo od 1949 roku, jego najczęstszym partnerem wspinaczkowym był Ivan Urbanovič. W 1950 r. ukończył kurs taternicki JAMES-u. W 1954 r. został zawodowym ratownikiem tatrzańskim, posiadał także uprawnienia przewodnika tatrzańskiego I klasy. Od 1956 roku wspinał się także w Alpach, a od 1958 roku na Kaukazie. W latach 1969–1981 był członkiem i przeważnie kierownikiem czechosłowackich wypraw w Himalaje i Karakorum. Jego największe himalajskie osiągnięcia jako kierownika wypraw to m.in. piąte wejście na Makalu, zdobycie Nanga Parbat (jako pierwszej wyprawy z ówczesnego bloku wschodniego) i wejście na Kangczendzongę. Sam najwyżej stanął na szczycie Tiricz Mira (7706 m n.p.m.) w Hindukuszu. W 1975 roku odwiedził Andy, gdzie dokonał wejść na Huascarán i Illimani.
Ivan Gálfy jest autorem kilku wspinaczkowych artykułów, wspólnie z Milanem Kriššákiem stworzył album Makalu, który wydany został w 1978 roku.

## Ważniejsze tatrzańskie osiągnięcia wspinaczkowe
- pierwsze wejście zimowe na Drąg, wraz z Jurajem Richvalským i Ladislavem Richvalským
- pierwsze wejście zimowe na Stwolską Turnię, wraz z Jurajem Richvalským i Ladislavem Richvalským
- pierwsze wejście zimowe na Małą Kończystą, wraz z Jurajem Richvalským i Ladislavem Richvalským
- pierwsze wejście zimowe na Pośrednią Kończystą, wraz z Jurajem Richvalským i Ladislavem Richvalským
- pierwsze wejście zimowe na Turnię nad Drągiem, wraz z Jurajem Richvalským i Ladislavem Richvalským
- pierwsze przejście zimowe środkowej części północno-wschodniej ściany Rumanowego Szczytu.